# Robert H. Harrison
Robert Hanson Harrison (1745 - 02 de abril de 1790) foi um jurista, militar e político estadunidense.
Harrison começou a Guerra Revolucionária Americana como tenente no 3° regimento de Virginia do exército continental. Em 1775 ele tornou-se um ajudante-de-campo ao general George Washington com a patente de tenente-coronel. No ano seguinte ele conseguiu Joseph Reed como secretário militar de Washington, e serviu nessa função até 1781. Antes da guerra Harrison era advogado-chefe de Washington.
Ele serviu como um juiz em Maryland de 1781-1789, mas ele se recusou a servir no Tribunal Supremo dos Estados Unidos. Harrison participou da eleição presidencial dos Estados Unidos de 1789, Harrison, de facto membro do Partido Federalista, recebeu 6 votos no Colégio Eleitoral.
Harrison morreu em Charles County, Maryland. Seus pais eram Richard Harrison, um membro do legislativo de Maryland, e Dorothy Hanson. Ele foi casado duas vezes, e teve duas filhas, Sarah e Dorothy.

## Ligações Externas
- Inventário de bens de Harrison (em inglês)
- Carta de George Washington, 28 de setembro de 1789 (em inglês)
- Carta de George Washington, 25 de novembro de 1789 (em inglês)